# Lizzi Waldmüller
Lizzi Waldmüller (Knittelfeld, 25 maggio 1904 – Vienna, 8 aprile 1945) è stata una cantante e attrice austriaca. Raggiunse la fama attraverso il ruolo di Rachel nel film di Willi Forst Bel Ami nel 1939.
Debuttò a teatro a Innsbruck negli anni '20, prima di conquistare il successo a Graz, Vienna e infine all'estero, in Germania. Divenne famosa grazie alla canzone di Paul Lincke Ich bin die Frau, von der man spricht. Agli inizi degli anni '30 recitò in ruoli secondari accanto a star come Heinz Rühmann, Hans Albers e suo marito Max Hansen, da cui divorziò nel 1938.
Morì l'8 aprile 1945 in un raid aereo a Vienna, un mese prima della fine della seconda guerra mondiale.

## Filmografia
- Die spanische Fliege, regia di Georg Jacoby (1931)
- Strafsache van Geldern, regia di Willi Wolff (1932)
- Liebe auf den ersten Ton, regia di Carl Froelich (1932)
- Lachende Erben, regia di Max Ophüls (1933)
- Peer Gynt, regia di Fritz Wendhausen (1934)
- Rendezvous im Paradies, regia di Fritz Schulz e Sigurd Wallén (1936)
- Bel Ami - L'idolo delle donne, regia di Willi Forst (1939)
- Traummusik, regia di Géza von Bolváry (1940)
- Casanova heiratet, regia di Viktor de Kowa (1940)
- Ritorno, regia di Géza von Bolváry (1940)
- Signora Luna, regia di Theo Lingen (1941)
- Alles für Gloria, regia di Carl Boese (1941)
- Die Nacht in Venedig, regia di Paul Verhoeven (1942)
- Ein Walzer mit Dir, regia di Hubert Marischka (1943)
- Liebeskomödie, regia di Theo Lingen (1943)
- Es lebe die Liebe, regia di Erich Engel (1944)
- Ein Mann wie Maximilian, regia di Hans Deppe (1945)